# إدوارد إل. جراف
إدوارد إل. جراف (بالإنجليزية: Edward L. Graf)‏ هو سياسي أمريكي، ولد في 17 يناير 1878. حزبياً، نشط في الحزب الجمهوري. وقد انتخب عضو جمعية ولاية ويسكونسن.